# Todos los hombres sois iguales (pel·lícula)
Todos los hombres sois iguales és una pel·lícula espanyola del gènere de la comèdia romàntica dirigida per Manuel Gómez Pereira i estrenada en 1994 que ha obtingut els Premis Goya a la millor actriu i al millor guió.

## Sinopsi
Joaquín és un pilot comercial i acaba de separar-se de la seva dona. Durant un vol, coneix a Juan Luis i Manolo, la situació sentimental del qual és similar a la seva. Immediatament creen una amistat i decideixen compartir pis i forma de vida, molt diferent a la forma de vida dels homes de la seva edat. Estableixen una regla fonamental perquè la convivència sigui viable: cap trobada amb una dona es prolongarà més d'una nit.
Les tibants relacions d'aquests tres homes amb els seus ex esposes, el conflicte per la custòdia dels fills/es i els prejudicis masclistes que sustenten la seva visió del femení donen forma a la pel·lícula. L'única dona que passa més d'un dia a la casa és l'empleada de llar, Yoli.

## Repartiment
- Imanol Arias - Juan Luis
- Antonio Resines - Manolo
- Juanjo Puigcorbé - Joaquín
- Cristina Marcos - Yoli
- María Barranco - Susana
- Pastora Vega - Merche
- Kiti Mánver - Esther
- Ana Gracia-
- Virginia Mataix -
- Tito Valverde - César
- Nancho Novo - Eduardo
- Carmen Balagué - Pilar
- Jesús Bonilla - Alberto
- Isabel Ordaz - Lolita

## Comentaris
S'ha fet una sèrie de televisió amb el mateix nom.

## Premis
Goyas 1994
| Categoria            | Persona                                                                        | Resultat   |
| -------------------- | ------------------------------------------------------------------------------ | ---------- |
| Millor actriu        | Cristina Marcos                                                                | Guanyadora |
| Millor guió original | Joaquim Oristrell Yolanda García Serrano Juan Luis Iborra Manuel Gómez Pereira | Guanyadors |

Medalles del Cercle d'Escriptors Cinematogràfics de 1994
| Categoria            | Persona                                                                        | Resultat   |
| -------------------- | ------------------------------------------------------------------------------ | ---------- |
| Millor guió original | Joaquín Oristrell Yolanda García Serrano Juan Luis Iborra Manuel Gómez Pereira | Guanyadors |